# 医療後送
医療後送（いりょうこうそう; 英語: Medical evacuation, MEDEVAC）は、医療行為を行いつつ傷病者を医療機関に搬送する行為。主に軍事医療で用いられる用語であり、またそのために用いられるヘリコプターを単にMEDEVACと称することもある。

## 概要
航空機による傷病者の輸送は、まず医療行為を行わない負傷者後送（CASEVAC）として着手され、1870年代初頭に普仏戦争でパリを占領していたプロイセン軍が観測気球を用いて行ったのが端緒とされる。また1930年代には回転翼機によるCASEVACが試みられるようになっており、第二次世界大戦で実験的な輸送が試みられたのち、朝鮮戦争ではより本格的にヘリコプターによるCASEVACが展開された。
その後、アメリカ合衆国が南ベトナムを支援しての軍事介入を開始すると、再び同地でヘリコプターによるCASEVACが行われるようになり、そして医療体制の充実とともにMEDEVACへと移行していった。アメリカ軍がベトナムへ本格参戦するとともに、1965年初頭より死傷者が急増していき、これに対応して1966年3月に第44医療旅団がベトナムに派遣されたのに続いて、翌々年にかけて4個医療群が編成された。各医療群の下には、HU-1Bよりもキャビンを大型化したUH-1Dで医療後送を行う医療中隊（航空救急）、医療分遣隊（ヘリコプター救急）が編成されていた。また高温多湿でしかも高地という悪環境下でダストオフ・ミッションを安全に実施するため、エンジンを強化したUH-1Hも優先的に配備された。
1991年の湾岸戦争でも中東各地に医療中隊・医療分遣隊が展開しており、赤十字を描いたUH-1HやUH-60Aを運用した。またアメリカ陸軍では、90年代後半より、UH-60AをベースにFLIRを追加したMEDEVAC専用機としてUH-60Qを調達したほか、エンジンを強化するとともにコクピットをデジタル化したHH-60Mの運用も始まっている。
陸上自衛隊でも、CH-47をMEDEVACに供するための航空後送機材を導入しており、東日本大震災の際に初めて使用された。これはストレッチャーと、これを架するための車輪付き振動対策パレットから構成されており、CH-47には最大3台が設置可能となっている。

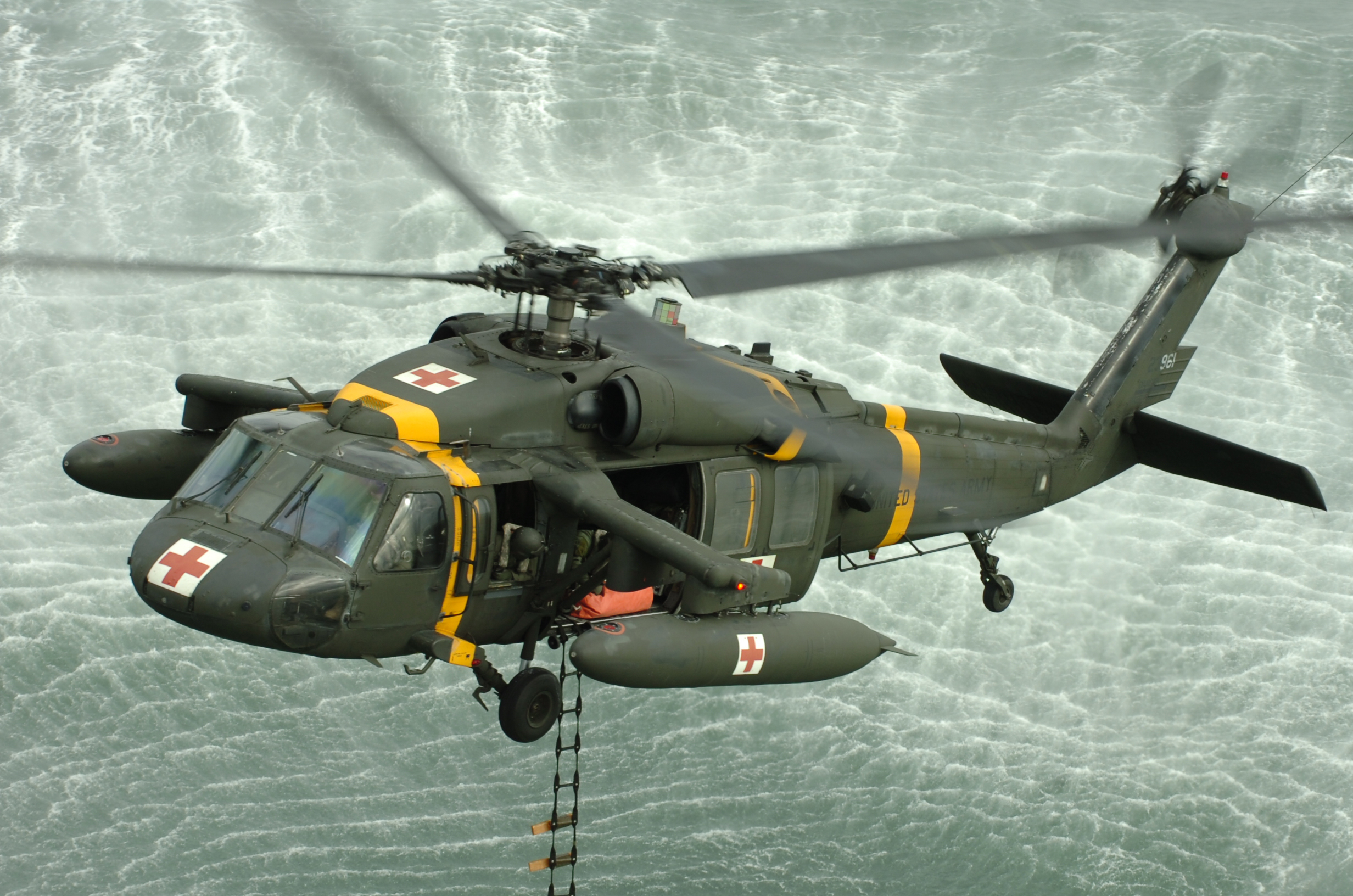
MEDEVAC用のHH-60M
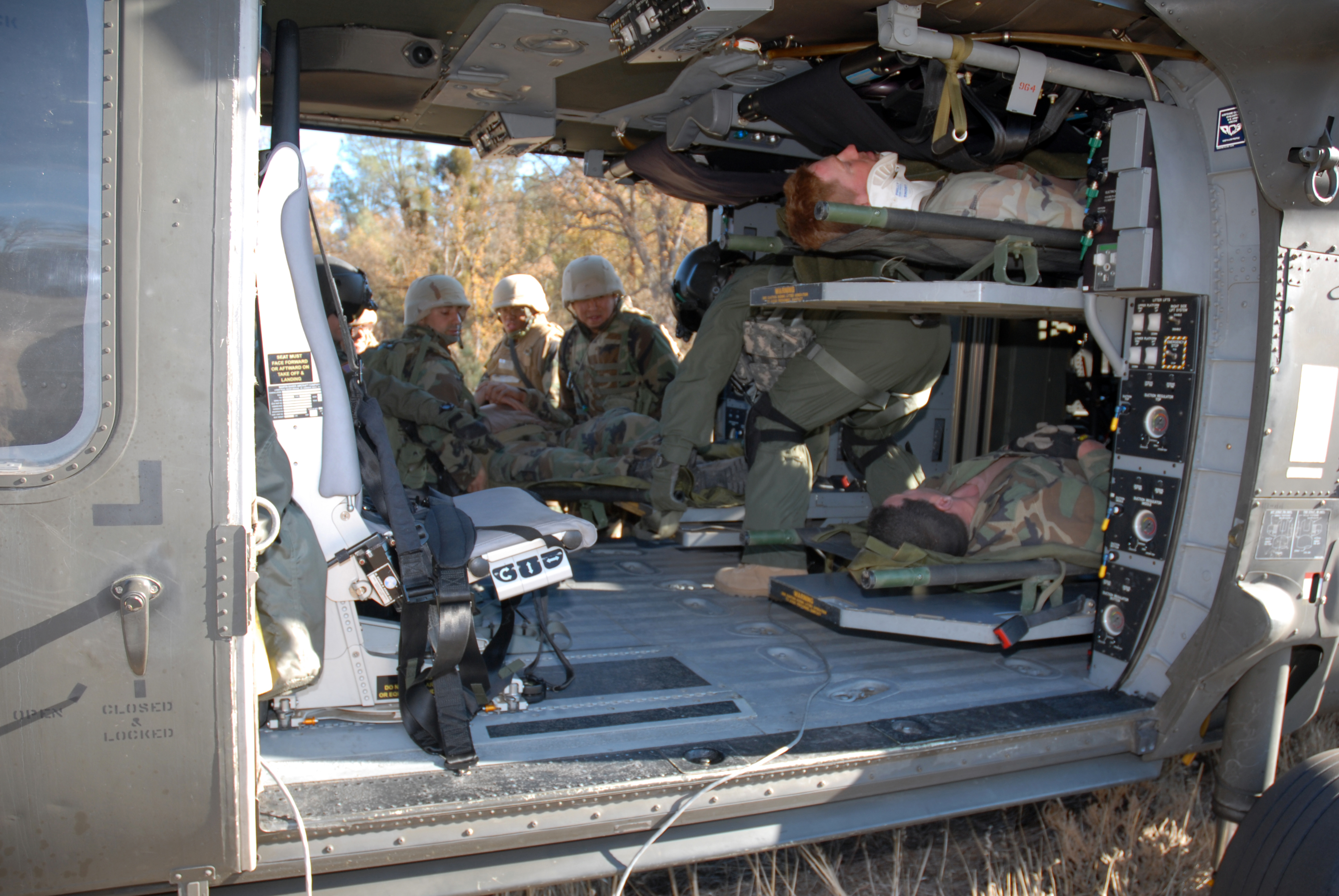
HH-60Mの機内